# 約化質量
在牛頓力學裏，約化質量（英語：reduced mass），也称作折合质量、減縮質量，是出現於二體問題的 「有效」慣性質量。這是一個因次為質量的物理量，使二體問題能夠被變換為一體問題。
假設有兩個物體，質量分別為 {\displaystyle m_{1}\!\,} 與 {\displaystyle m_{2}\!\,} ，環繞著兩個物體的質心運行於各自的軌道。那麼，等價的一體問題中，物體的質量就是約化質量 {\displaystyle \mu \!\,} ，計算的方程式為
{\displaystyle \mu ={\cfrac {1}{{\cfrac {1}{m_{1}}}+{\cfrac {1}{m_{2}}}}}={\cfrac {m_{1}m_{2}}{m_{1}+m_{2}}}\!\,} 。
根据牛頓第二定律，物體 2 施於物體 1 的作用力为
{\displaystyle \mathbf {F} _{21}=m_{1}\mathbf {a} _{1}\!\,} 。
物體 1 施於物體 2 的作用力为
{\displaystyle \mathbf {F} _{12}=m_{2}\mathbf {a} _{2}\!\,} 。
依據牛頓第三定律，作用力與反作用力，大小相等，方向相反：
{\displaystyle \mathbf {F} _{12}=-\mathbf {F} _{21}\!\,} 。
所以，
{\displaystyle m_{1}\mathbf {a} _{1}=-m_{2}\mathbf {a} _{2}\!\,} 。
兩個物體的相對加速度為
{\displaystyle \mathbf {a} =\mathbf {a} _{1}-\mathbf {a} _{2}=({1+{m_{1} \over m_{2}}})\mathbf {a} _{1}=({{m_{2}+m_{1}} \over {m_{1}m_{2}}})m_{1}\mathbf {a} _{1}={\cfrac {\mathbf {F} _{21}}{\mu }}\!\,} 。
所以，物體 1 相對於物體 2 的運動，就好似一個質量為約化質量的物體的運動。
- 約化質量通常用希臘字母 {\displaystyle \mu \!\,} 來標記。
- 這兩個物體中，任何一個物體的質量，都大於約化質量。
- 假若物體 1 的質量超大於物體 2 的質量， {\displaystyle m_{1}\gg m_{2}\!\,} ，則可以取物體 2 的質量為約化質量的近似值：{\displaystyle m_{2}\approx \mu \!\,} ；也可以視物體 1 為固定的，只有物體 2 在移動。

## 參閱
- 克卜勒定律
- 三體問題